# モルドバの大統領

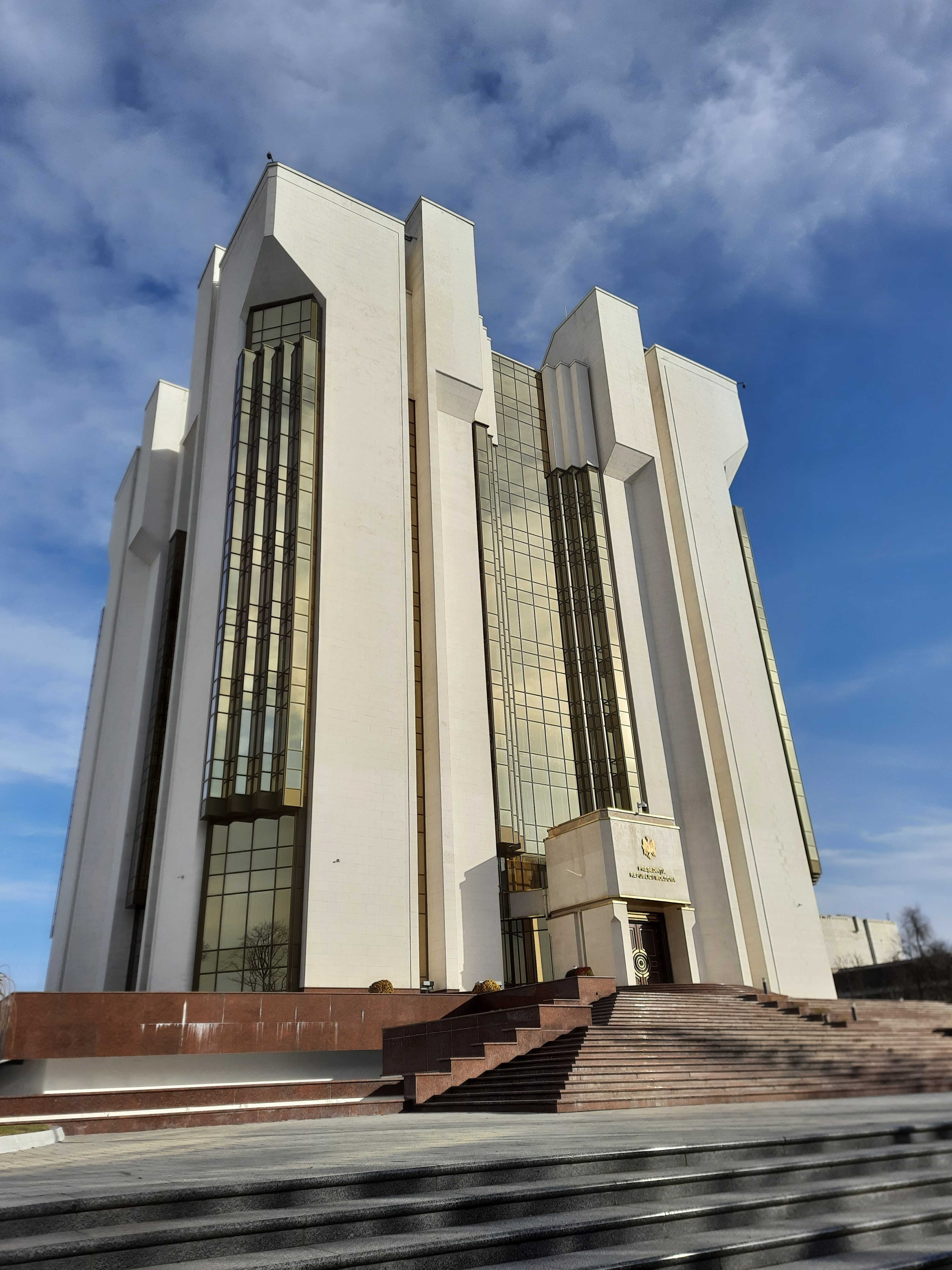
モルドバ共和国大統領官邸
前身国家のソビエト・モルダヴィア時代から首都キシナウに所在している

モルドバの大統領（モルドバのだいとうりょう、ルーマニア語: Președintele Republicii Moldova）は、モルドバ共和国の国家元首たる大統領である。

## 概要
任期は4年。3選は禁止されている。儀礼的な権限のみ行使する（首相の任命、外交官の接受など）。行政権は首相に握られている。

## 選出
直接選挙によって選出される。2000年の憲法改正で議会において5分の3の票を得た候補者が大統領に選出されることになったが、しかし2016年3月になって憲法裁判所はこの憲法改正手続きが違憲であったと判断したため、直接選挙に戻った。

## 大統領の一覧
| 党派： モルドバ農業党（PDAM） モルドバ共和国共産党（PCRM） 自由党（PL） モルドバ自由民主党（PLDM） モルドバ民主党（PDM） モルドバ共和国社会党（PSRM） 無所属 |                                                     |        |                               |                        |                                 |             |                               |
| モルドバ共和国 (1991–現在) |                                                     |        |                               |                        |                                 |             |                               |
| 代 | 大統領                                              | 大統領 | 所属政党                      | 期                     | 在任期間                        | 在任期間    | 備考                          |
| 001 | ミルチャ・スネグル Mircea Ion Snegur                |        | 無所属                        | 1                      | 1990年9月3日 - 1997年1月15日    | 6年 + 134日 |                               |
| 002 | ペトル・ルチンスキー Petru Chiril Lucinschi         |        | モルドバ農業党 （PDAM）       | 2                      | 1997年1月15日 - 2001年4月7日    | 4年 + 82日  |                               |
| 003 | ウラジーミル・ヴォローニン Vladimir Nicolae Voronin |        | モルドバ共和国共産党 （PCRM） | 3                      | 2001年4月7日 - 2005年           | 8年 + 157日 |                               |
| 003 | ウラジーミル・ヴォローニン Vladimir Nicolae Voronin | 4      | モルドバ共和国共産党 （PCRM） | 2005年 - 2009年9月11日 | 任期満了前に辞任                | 8年 + 157日 |                               |
| 0－ | ミハイ・ギンプ Mihai Ghimpu                         |        | 自由党 （PL）                 | －                     | 2009年9月11日 - 2010年12月28日  | 1年 + 108日 | 大統領代行 （共和国議会議長） |
| 0－ | ヴラド・フィラト Vlad Filat                         |        | モルドバ自由民主党 （PLDM）   | －                     | 2010年12月28日 - 2010年12月30日 | 2日         | 大統領代行 （首相）           |
| 0－ | マリアン・ルプ Marian Lupu                          |        | モルドバ民主党 （PDM）        | －                     | 2010年12月30日 - 2012年3月23日  | 1年 + 84日  | 大統領代行 （共和国議会議長） |
| 004 | ニコライ・チモフチ Nicolae Timofti                  |        | 無所属                        | 5                      | 2012年3月23日 - 2016年12月23日  | 4年 + 275日 |                               |
| 005 | イゴル・ドドン Igor Dodon                           |        | モルドバ共和国社会党 （PSRM） | 6                      | 2016年12月23日 - 2020年12月24日 | 4年 + 1日   | [ 注 1 ]                      |
| 0－ | パヴェル・フィリプ Pavel Filip                      |        | モルドバ民主党 （PDM）        | －                     | 2019年6月9日 - 2019年6月14日    | 5日         | 大統領代行 （首相）           |
| 006 | マイア・サンドゥ Maia Sandu                         |        | 行動と連帯党 （PAS）          | 7                      | 2020年12月24日 - （現職）       | 4年 + 78日  |                               |